# 四翅崖豆
四翅崖豆（学名：Millettia tetraptera）是豆科崖豆藤属的植物。分布在缅甸以及中国大陆的云南等地，生长于海拔780米的地区，见于沟谷雨林中，目前尚未由人工引种栽培。